# Леон Пікерс
Леон Пікерс (27 липня 1937 — 1967) — бельгійський ватерполіст.
Учасник Олімпійських Ігор 1960, 1964 років.